# Pača
Pača (ungarisch Andrási – bis 1907 Pacsa) ist eine Gemeinde im Osten der Slowakei mit 524 Einwohnern (Stand 31. Dezember 2024), die zum Okres Rožňava, einem Teil des Košický kraj, gehört.

## Geographie

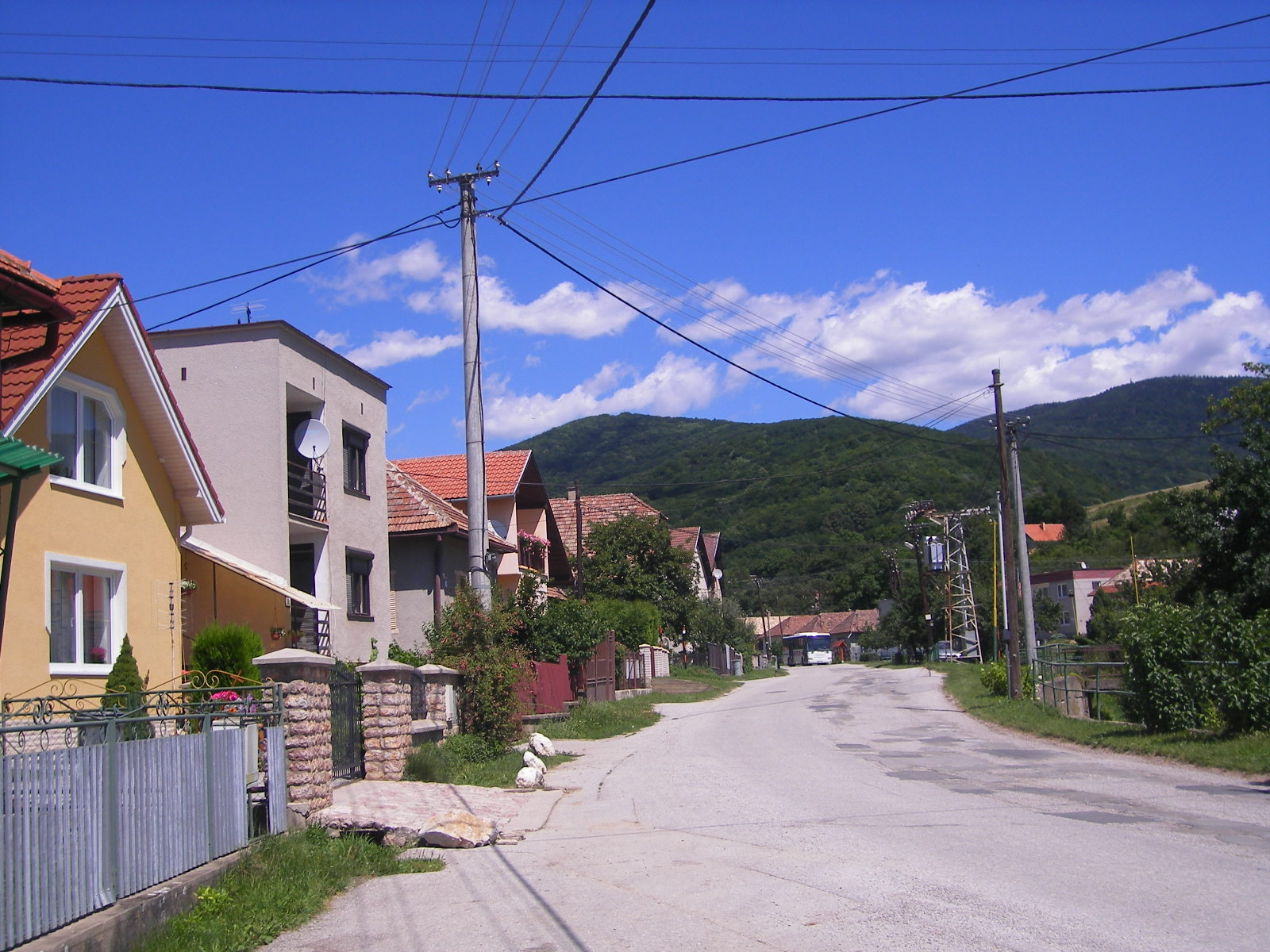
Straße im Ort

Die Gemeinde befindet sich im nordöstlichen Teil des Talkessels Rožňavská kotlina innerhalb des Slowakischen Karstes, im Tal des Pačiansky potok. Das Ortszentrum liegt auf einer Höhe von 418 m n.m. und ist acht Kilometer von Rožňava entfernt.
Nachbargemeinden sind Švedlár im Norden, Smolník im Nordosten, Úhorná und Drnava im Osten, Krásnohorské Podhradie im Süden und Rožňava im Westen.

## Geschichte

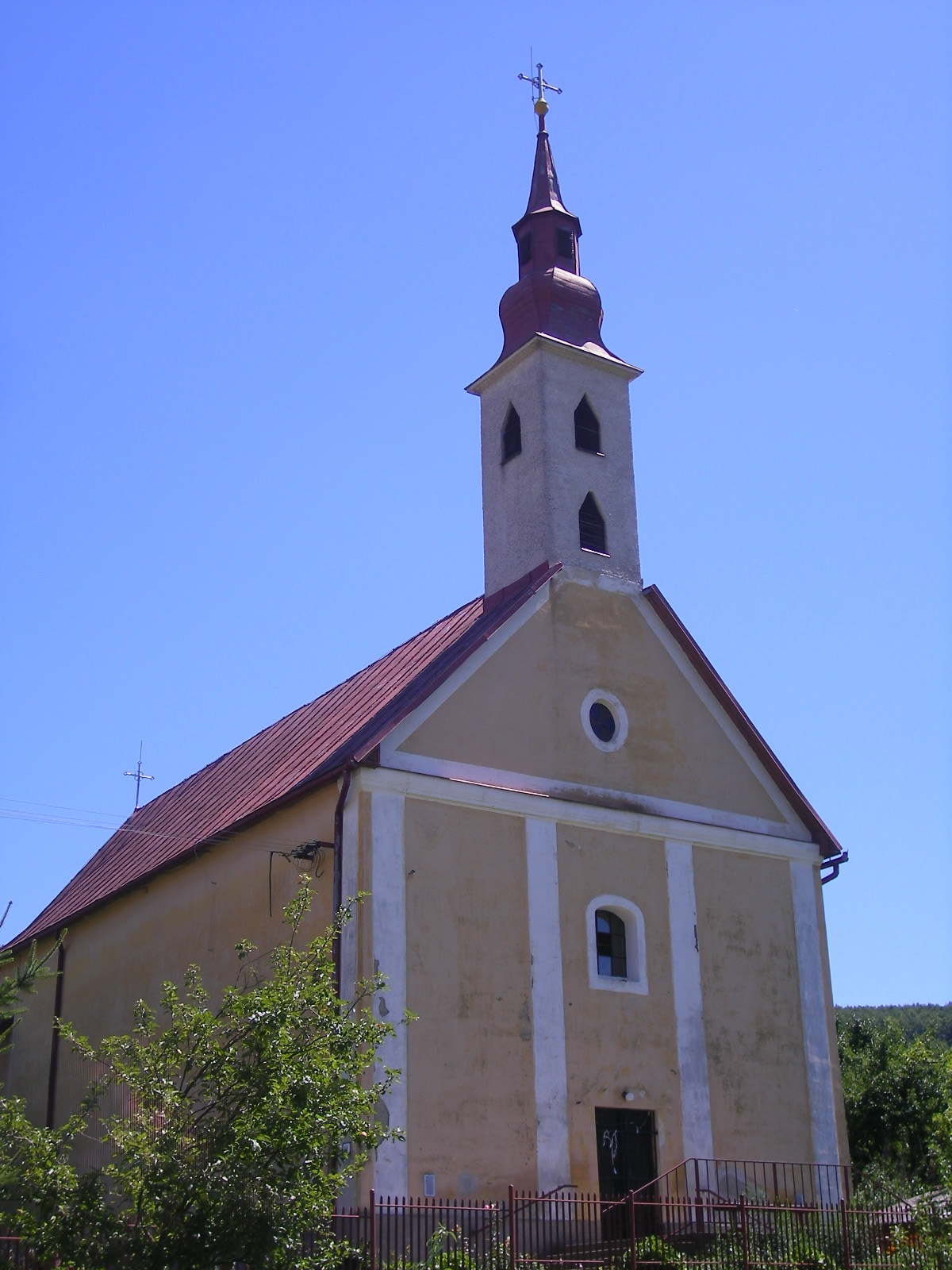
Kirche

Pača wurde zum ersten Mal 1338 als Pachchapataka schriftlich erwähnt und war damals Teil der Herrschaftsguts der Burg Krásna Hôrka. Die ursprünglichen Einwohner waren die eingewanderten Walachen. 1556 und erneut 1570 wurde Pača von den osmanischen Truppen geplündert. Bergwerke bestanden vom 17. bis zur ersten Hälfte des 19. Jahrhunderts; gefördert wurden zuletzt Eisenerz und Antimon. 1773 hatte die Ortschaft 44 Ansiedlungen, 1828 zählte man 97 Häuser und 730 Einwohner, die als Hirten und Waldarbeiter beschäftigt waren.
Bis 1918/1919 gehörte der im Komitat Gemer und Kleinhont liegende Ort zum Königreich Ungarn und kam danach zur Tschechoslowakei beziehungsweise heute Slowakei. 1938 bis 1945 war er auf Grund des Ersten Wiener Schiedsspruchs noch einmal Teil Ungarns.

## Bevölkerung
| Jahr                | 1994 | 2004    | 2014    | 2024     |
| ------------------- | ---- | ------- | ------- | -------- |
| Anzahl der Personen | 667  | 652     | 600     | 524      |
| Unterschied         |      | −2,24 % | −7,97 % | −12,66 % |

| Jahr                | 2023 | 2024    |
| ------------------- | ---- | ------- |
| Anzahl der Personen | 529  | 524     |
| Unterschied         |      | −0,94 % |

Nach der Volkszählung 2011 wohnten in Pača 635 Einwohner, davon  595 Slowaken, 23 Roma, neun Magyaren und ein Mährer. Ein Einwohner gab eine andere Ethnie an und fünf Einwohner machten keine Angabe zur Ethnie.
390 Einwohner bekannten sich zur römisch-katholischen Kirche, 32 Einwohner zur Evangelischen Kirche A. B., 13 Einwohner zur evangelisch-methodistischen Kirche, 10 Einwohner zur griechisch-katholischen Kirche, acht Einwohner zur reformierten Kirche sowie jeweils ein Einwohner zur apostolischen Kirche und zur tschechoslowakischen hussitischen Kirche; ein Einwohner bekannte sich zu einer anderen Konfession. 133 Einwohner waren konfessionslos und bei 58 Einwohnern wurde die Konfession nicht ermittelt.